# 里格斯峰

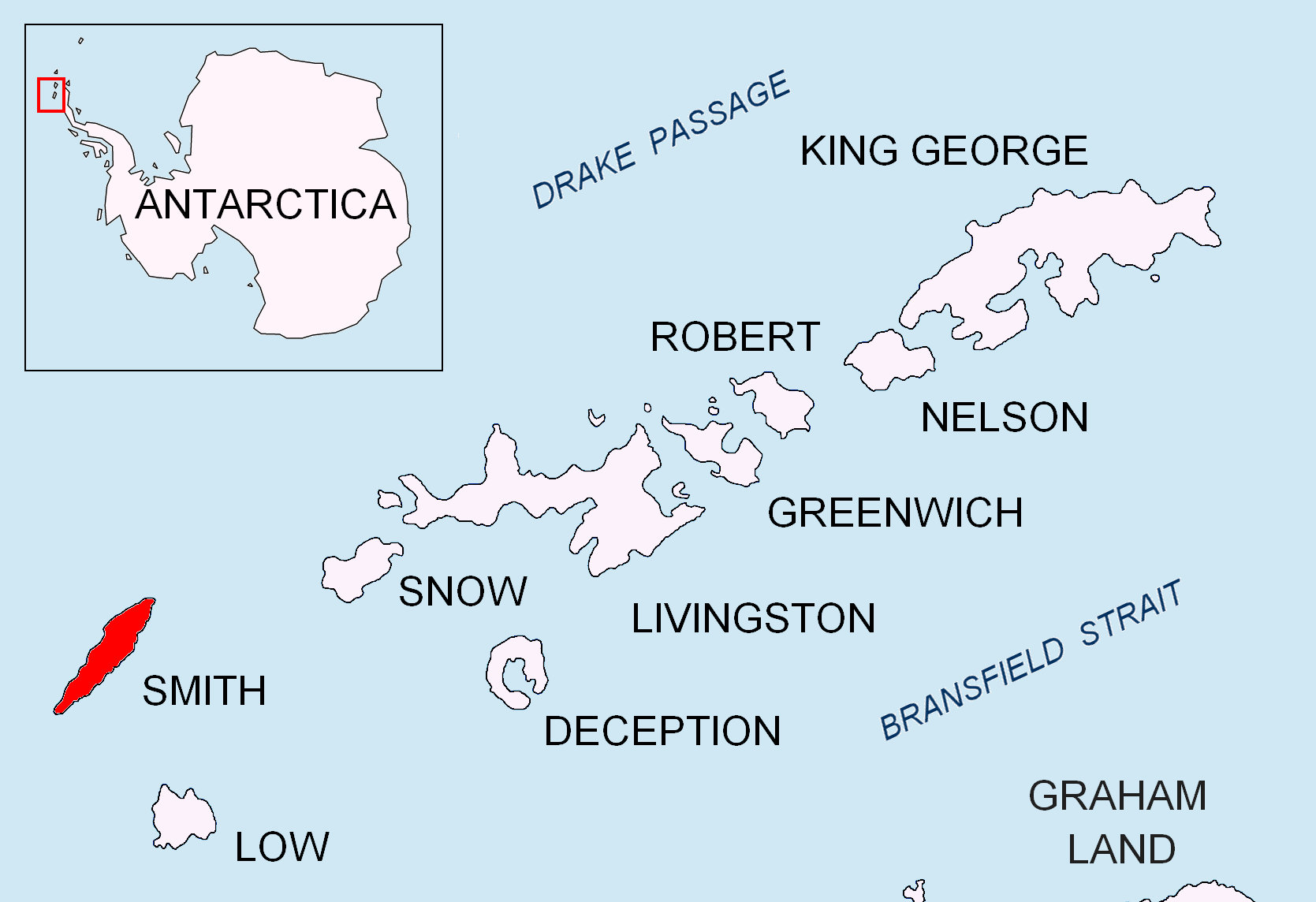

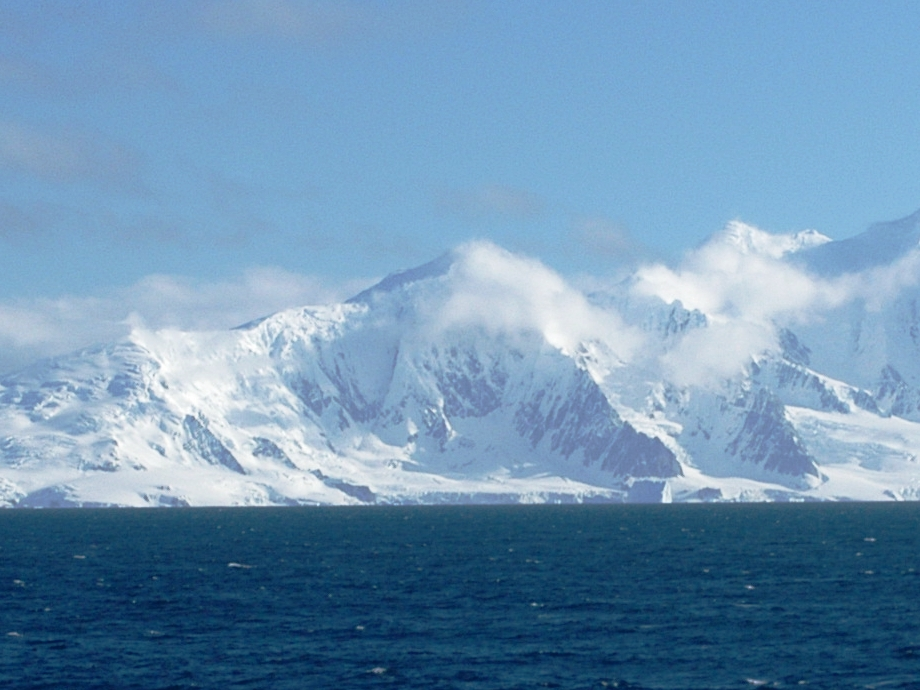

里格斯峰（英語：Riggs Peak）是南極洲的山峰，位於南設得蘭群島的史密斯島，屬於伊梅昂山脈的一部分，海拔高度1,690米，處於內奧菲特峰西南面2.38公里和詹姆士角東北面8.6公里。
63°02′08″S 62°36′50″W / 63.03556°S 62.61389°W

## 外部連結
- SCAR Composite Antarctic Gazetteer（页面存档备份，存于）